# Carausius heinrichi
Carausius heinrichi är en insektsart som beskrevs av Günther 1935. Carausius heinrichi ingår i släktet Carausius och familjen Phasmatidae. Inga underarter finns listade.